# Puławy
Puławy ([puˈwavɨ]; åren 1842–1918: Novaja Aleksandrija, ryska: Новая Александрия) är en stad i Lublins vojvodskap, i den östra delen av Polen. Staden hade 48 408 invånare (2016).
År 1869 grundades ett jordbruks- och skogsinstitut i staden. 1906 fick Puławy stadsrättigheter.